# Carybdeida
Els Carybdeida són l'un dels dos ordres de la classe Cubozous (« cubomeduses »), que són una classe de cnidaris que ressemblen a meduses, de forma més o menys cúbica (a simetria radial d'ordre 4).

## Descripció i característiques
Aquest ordre es distingeix de la seva alternativa per una anatomia més simple, amb músculs ramificats als angles i en general tan sols quatre tentacles.

## Famílies
Segons World Register of Marine Species (25 de març de 2016):
- família Alatinidae Gershwin, 2005
- família Carukiidae Bentlage, Cartwright, Yanagihara, Lewis, Richards & Collins, 2010
- família Carybdeidae Gegenbaur, 1857
- família Tamoyidae Haeckel, 1880
- família Tripedaliidae Conant, 1897

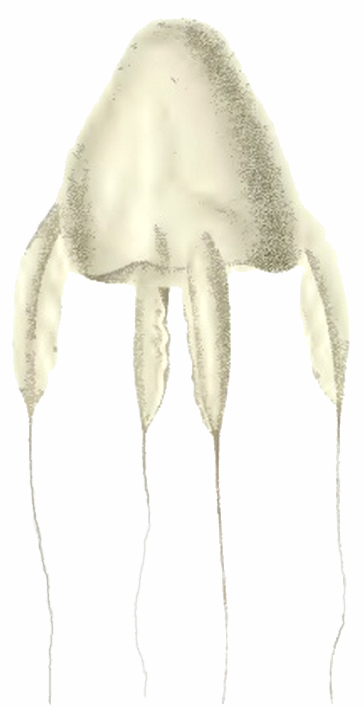
Alatina alata, una Alatinidae.
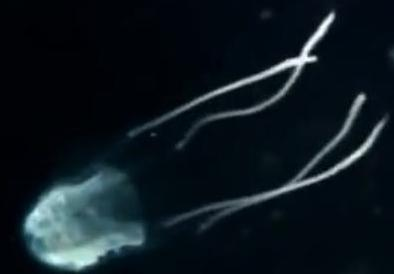
Una Carukiidae (potser Carukia barnesi).
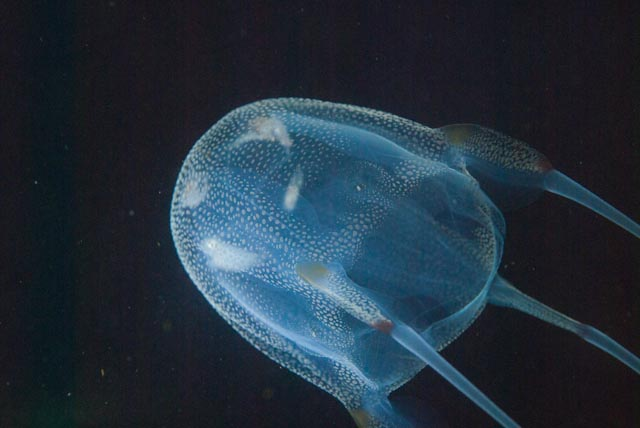
Carybdea branchi, una Carybdeidae.
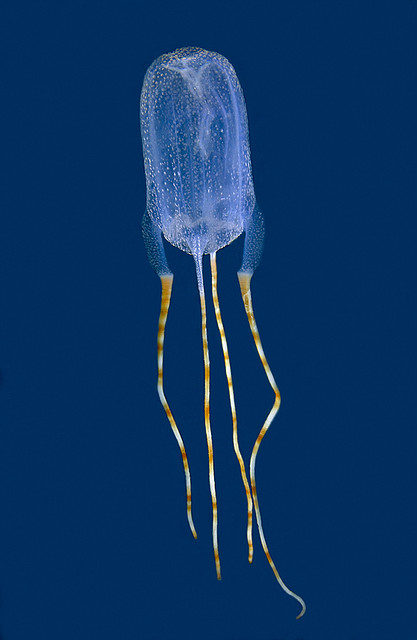
Tamoya ohboya, una Tamoyidae.
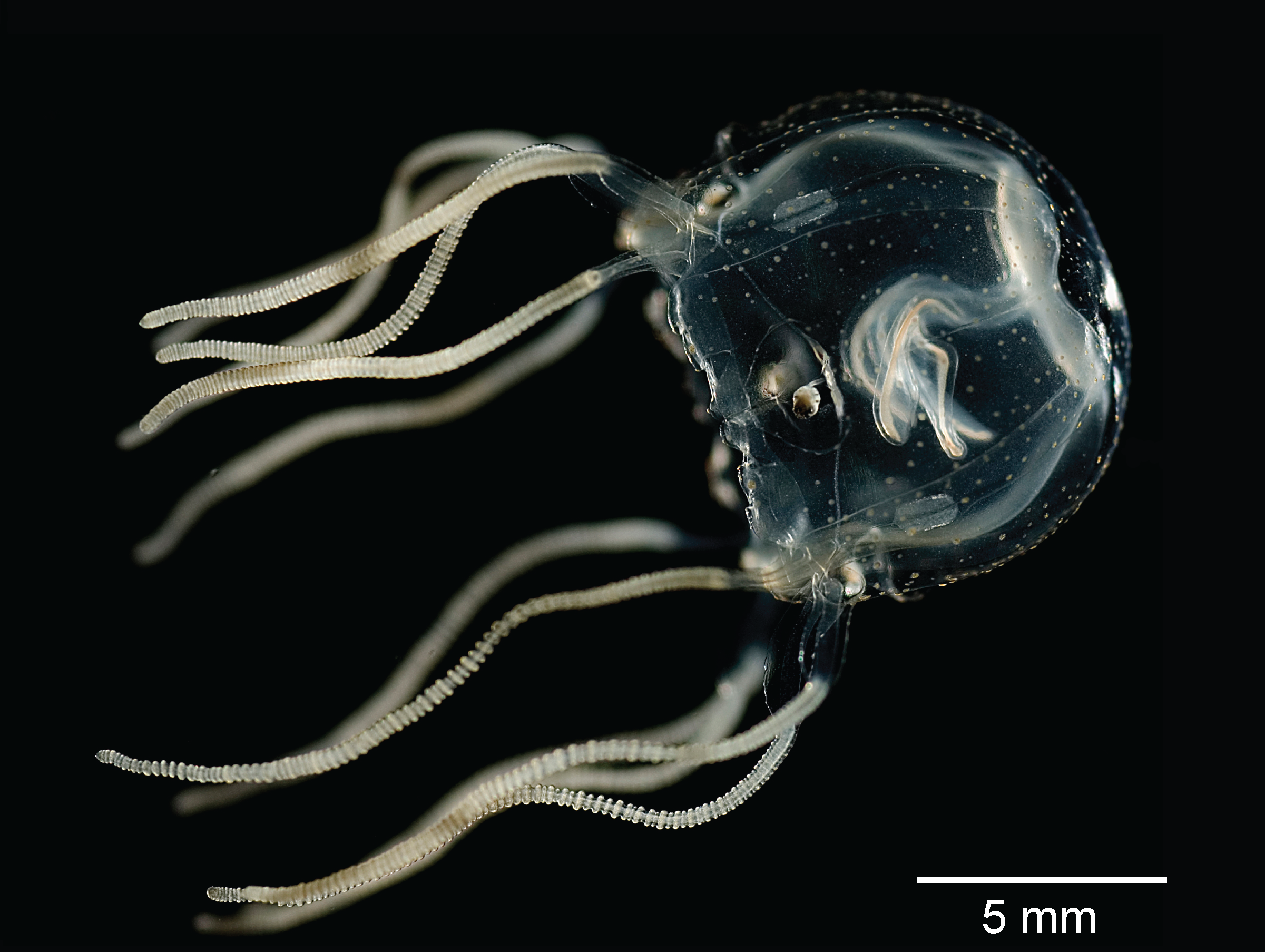
Tripedalia cystophora, una Tripedaliidae.